# Джон Маршалл
Джон Маршалл (англ. John Marshall; 24 вересня 1755—6 липня 1835) — голова Верховного суду США у 1801–1835 роках.
Підтримував ратифікацію Конституції та очолював партію федералістів у Вірджинії. Був державним секретарем США у 1800—1801 рр.
Був членом Палати представників США від Вірджинії.
34 роки прослужив головою Верховного Суду, тлумачив Конституцію у спосіб, який відображав його віру в сильний та ефективний федеральний уряд.

## Ранні роки (1755 до 1782)
Джон Маршалл народився в дерев'яній хатинці у Джермантауні, штат Вірджинія, 24 вересня 1755 року. Найстарший з п'ятнадцяти дітей сім'ї Томаса і Мері Маршалл. У Джона було вісім сестер і шестеро братів. Крім того, кілька двоюрідних братів жили з родиною. Він також був родичем Томаса Джефферсона, обидва є нащадками колоністів Вірджинії Вільяма Рендольфа, але Маршалл і Джеферсон будуть протистояти один одному з багатьох політичних питань. З юних років він був відомий своїм гарним настроєм і чорними очима, які були «сильним і проникливим, сяючи з розумом і добротою».
На початку 1760-х років, сім'я Маршалл залишила Джермантаун і переїхала на тридцять миль в Лідс Манор. Тут Томас Маршалл побудував простий дерев'яний будиночок, такий самий, як той в якому вони жили в Джермантауні з двома кімнатами на першому поверсі і двокімнатним горищем, в якому і проживали 10 років. У 1773 році родина переїхала ще раз. Коли Джону виповнилося сімнадцять, Томас Маршалл побудував «Oak Hill». Джон Маршалл став власником Oak Hill в 1785 році, коли його батько переїхав в штат Кентуккі. Хоча Джон Маршалл жив останні роки свого життя в Річмонді, штат Вірджинія, і Вашингтон, округ Колумбія, він стримав своє право власності.
Виховання Маршалла було під керівництвом його батька, який з юних років привив йому любов до історії та поезії. Хоча книги були рідкістю для більшості, бібліотека Томас Маршалл була винятковою. Його колекція літератури, було досить багатою, сюди увійшли твори давньоримського історика Лівія, давньоримського поета Горація, і англійських письменників Александр Поуп, Джон Драйден, Джон Мільтон, і Вільям Шекспір. Всі діти Маршалла навчались грамоти самотужки під наглядом своїх батьків.
Оскільки поблизу не було школи, у віці чотирнадцяти років, Джон був відправлений на навчання приблизно в ста милях від дому до академії у Вашингтоні. Серед його однокласників був Джеймс Монро, майбутній президент. Після року навчання Джон повернувся додому. Пізніше у сім'ї Маршалла проживав преподобний Джеймс Томсон, нещодавно висвячений у сан диякона з Глазго, Шотландія, навчав дітей латинської в обмін на проживання та харчування. Коли Томсон залишив їх в кінці року, Джон почав читання і розшифровку Горація і Тіт Лівія. Маршалли давно вирішили, що Джон повинен стати юристом. Батько придбав Коментарі до законів Англії, і Джон зайнявся їх вивченням.
Освіту здобув у Коледжі Вільяма і Мері (Вільямсбург, Вірджинія).
Маршалл служив в армії під час американської революції і дружив з Джорджем Вашингтоном. Він служив спочатку лейтенантом з 1775 до 1776 року, а потім капітаном в одинадцятому Вірджинському полку з 1776 по 1780 рік. Під час свого перебування в армії, він вивчав право, був прийнятий в колегію адвокатів в 1780 році. Ким він і працював до приходу в політику.

## Політична кар'єра (1782 до 1801)
У 1782 р. Маршалл отримав місце в палаті депутатів у Вірджинії, де він служив до 1789 року, і з 1795 по 1796 рр. Пізніше в тому ж році Вірджинська Генеральна Асамблея обрала його до складу Державної Ради. У 1785 році Маршалл зайняв додатковий офіс у місті Річмонд Хастінгського суду.
У 1788 році Маршалл був обраний делегатом на Вірджинській конвенції, і ніс відповідальність за ратифікацію або відмову від ратифікації Конституції США, яка була запропонована на філадельфійській конвенції роком раніше. Разом з Джеймсом Медісоном і Едмундом Рендольфом, Маршалл вів боротьбу за ратифікацію Конституції. Особливо активно виступав на захист статті III, яка забезпечує Федеральну судову владу. Його противник у ратифікацію конвенції був лідер анти-федералістів Патрік Генрі. У кінцевому результаті, Конституцію було затверджено шляхом голосування. Маршалл ототожнюється з новою партією федералістів (яка підтримується сильним національним урядом і комерційними інтересами).
У 1795 році Маршалл відхилив пропозицію Вашингтона на пост генерального прокурора Сполучених Штатів. У 1797 році президент Джон Адамс призначив його одним із делегатів що представляють Сполучені Штати у Франції. (Іншими членами цієї делегації були Чарльз Пінкні і Елбридж Геррі.) Однак, коли посли прибули, французи відмовився вести дипломатичні переговори, поки Сполучені Штати не заплатять величезний хабар. Цей дипломатичний скандал став відомий як справа XYZ, розпалювання анти-французької громадської думки в Сполучених Штатах. Ворожість збільшилася ще більше, коли міністр закордонних справ Франції Талейран відмовився вести переговори з Маршаллом і Пінкні, спонукаючи їх до від'їзду з Франції в квітні 1798 року. Обробка Маршаллом справи, а також суспільне обурення по відношенню до французів, зробили його популярним серед американської громадськості, коли він повернувся в Сполучені Штати.

## Державно-правові погляди
Джон Маршал відомий як автор 5-томної біографії Д. Вашингтона, свого кумира (англ. Biography of Washington). Завзятий супротивник Т. Джеферсона і, відповідно, його ідей, напрямку дій та прибічників, Дж. Маршал суто в юридичному аспекті поглибив принципи федералізму як верховенства конституції. Іншою серед його найбільших заслуг перед країною було те, що саме він установив визначені основоположні принципи конституційної інтерпретації, без яких конституція була б документом, який неможливо змінювати. Він наполягав на тому, що конституція не може ефективно діяти довгий час, якщо вона не буде гнучкою. Самі американці вважають, що було надзвичайно важливим те, що вже перші її інтерпретації мали раціональний характер, тобто, уже перші прецеденти були найбільш важливими.
Так, до очевидного принципу, стосовно якого повноваження федерального уряду є тільки такі, які можуть бути визнаними точно або опосередковано в словах конституції, він додає інший принцип: оскільки встановлено, що владу надано федеральному уряду конституцією, остільки влада повинна інтерпретуватися широко. Аргумент стосовно такої позиції підтримувався досить точними словами в конституції, яка надає конгресу повноваження створювати всі закони, які будуть необхідними, і підходити до досягнення виконання повноважень, про які в ній говориться, а всі інші повноваження передати цією конституцією урядові США, або будь-якому департаменту, або відповідному держслужбовцю.
Джон Маршал підходив до вирішення проблем конституційного права в широкому контексті, який створювала сама конституція. Свою аргументацію він розбудовував на теоріях високого ступеня абстракції, пояснюючи свої доводи здоровим глуздом, коли певні поняття та речі вважалися йому «очевидними», «ясними» та «безсумнівними». І з таких очевидних передумов, які він постійно шукав, знайшовши, робив остаточні висновки.
Славу апологета справедливості і відповідну довіру до його рішень принесли Маршалу вельми складні справи, коли неконституційними визнавалися як рішення федеральної влади (справа Марбурі проти Медісона, 1803 р.), так і влади штатів (справа Флетчера проти Пека, 1810). Така репутація голови Верховного суду робила його рішення останнім аргументом як для федералістів-консерваторів, «гемілтонівців», так і для палких представників ліберально-демократичної течії, «джеферсонівців».
Особливо важливими для розвитку державно-правових інституцій США були постійні спроби Маршала стримувати деспотичне використання законодавчої влади, особливо в штатах, де було немало прикладів використання їхніх законодавчих органів для пограбування окремих громадян через скасування права власності: Маршалл навіть безпеку суспільства розглядав як залежну від недоторканості майна. Він постійно доводив, що конституція не встановлює вільної асоціації штатів, які мають права, що переважають права федерального уряду. Величезна різноманітність прав штатів оцінювалася ним вкрай негативно, оскільки тоді доходило до таких випадків, коли штати намагалися використовувати федеральні органи навіть для встановлювання податків.

## Голова Верховного Суду (1801 до 1835)
Маршалл служив головним суддею 34 роки. Він залишився стійким прихильником федералізму. Брав участь у більш ніж 1000 рішень, 519 з яких написав особисто.
Він встановив верховний суд як вищу інстанцію у суперечностях, які підвідомчі федеральним судам за Конституцією. Його вплив на конституційне право не має собі рівних, і його відбиток на практиці Суду залишається неоціненним.
У 1800 р. на Президентських виборах у США переміг республіканець Томас Джефферсон, який замінив на цій посаді федераліста Джона Адамса. За декілька тижнів до того, як Джефферсон і Республіканці зайняли свої посади, Федералісти намагалися відшукати надійні засоби збереження свого контролю над судовою владою.
У грудні 1800 року Олівер Елсворт, третій Головний суддя США, залишив свою посаду у Верховному суді. Після його відставки Джон Адамс призначив Джона Маршалла, який виконував повноваження Державного Секретаря Адамса і був лідером партії Федералістів, четвертим Верховним суддею США. 27 січня 1801 року Сенат затвердив кандидатуру Маршалла на цій посаді. На прохання Адамса Джон Маршалл продовжував виконувати повноваження Державного Секретаря до закінчення терміну Президентських повноважень Адамса.
З метою збереження контролю над судовою владою Федералісти приймають 13 лютого 1801 року Закон про Федеральний Окружний Суд, яким передбачалось створення 16 нових окружних судів і відповідно посади суддів цих судів. Президент Адамс зробив спробу призначити на ці посади прибічників своєї партії і навіть встиг провести голосування по їх кандидатурам в Сенаті.
27 лютого 1801 року Конгрес приймає закон, яким було передбачено призначення 42 мирових суддів у судових округах Колумбії та Олександрії. Президент Адамс призначив на ці посади прибічників своєї партії і Сенат затвердив їх кандидатури 3 березня 1801 року, за день до приходу до влади Республіканців. Формальне призначення було здійснене шляхом вручення Державним Секретарем, повноваження якого виконував Джон Маршалл, патентів на звання мирових суддів. Але Джон Маршалл не встиг вручити патенти всім кандидатам.
Коли 20 січня 1801 р. до Білого Дому прийшов новий Президент США — Томас Джефферсон, то він по ряду причин, передусім політичних (він був представником Республіканської партії і хотів бачити на керівних державних посадах прибічників своєї партії), не став відправляти накази про призначення, які залишалися. Не отримав такого наказу і Вільям Марбері, який був затверджений Адамсом на посаді одного із 42 суддів в окрузі Колумбія.